# 城郊街道 (绵阳市)
城郊街道，是中华人民共和国四川省绵阳市涪城区下辖的一个乡镇级行政单位。原为城郊乡，2016年撤乡设街道。

## 行政区划
城郊街道下辖以下地区：
花园路一社区、花园路二社区、武引后街社区、芙蓉社区、城郊社区、三里社区、沿江社区、平政社区、高水社区、圣水社区、南河社区、牌坊社区、新新庙社区、大包梁村、新观寺村、金家林村、戈家庙村、鼓楼山村、奓口庙村、白土村、西园村和下龙溪村。